# روبر (كارولاينا الشمالية)
روبر (بالإنجليزية: Roper town, North Carolina)‏ هي بلدة تقع بولاية كارولاينا الشمالية في الولايات المتحدة. تبلغ مساحتها 2.22 كم2، وترتفع عن سطح البحر 3 م، بلغ عدد سكانها 611 نسمة في عام 2010 حسب إحصاء مكتب تعداد الولايات المتحدة وتصل الكثافة السكانية فيها 275.2 نسمة لكل كيلومتر مربع (712.8/ميل2).

## التركيبة السكانية
حدّد مكتب تعداد الولايات المتحدة بيانات التركيبة السكانية لروبر في تعداد الولايات المتحدة. في ما يلي، التركيبة السكانية حسب تعدادي 2000 و2010.

### تعداد عام 2000
بلغ عدد سكان روبر 613 نسمة بحسب تعداد عام 2000، وبلغ عدد الأسر 238 أسرة وعدد العائلات 166 عائلة مقيمة في البلدة. في حين سجلت الكثافة السكانية 276.1 نسمة لكل كيلومتر مربع (715.1/ميل2). وبلغ عدد الوحدات السكنية 268 وحدة بمتوسط كثافة قدره 120.7 لكل كيلومتر مربع (312.6/ميل2).
وتوزع التركيب العرقي للبلدة بنسبة 20.55% من البيض و75.20% من الأمريكيين الأفارقة و3.43% من الأعراق الأخرى و0.82% من عرقين مختلطين أو أكثر و5.06% من الهسبانيون أو اللاتينيون من أي عرق.
بلغ عدد الأسر 238 أسرة كانت نسبة 39.9% منها لديها أطفال تحت سن الثامنة عشر تعيش معهم، وبلغت نسبة الأزواج القاطنين مع بعضهم البعض 37% من أصل المجموع الكلي للأسر، ونسبة 28.2% من الأسر كان لديها معيلات من الإناث دون وجود شريك، بينما كانت نسبة 4.6% من الأسر لديها معيلون من الذكور دون وجود شريكة وكانت نسبة 30.3% من غير العائلات. تألفت نسبة 29.4% من أصل جميع الأسر من عدة أفراد يعيشون في نفس المنزل ونسبة 17.6% كانت تتألف من شخص يعيش بمفرده يبلغ من العمر 65 عاماً أو أكثر. وبلغ متوسط حجم الأسرة المعيشية 2.58، أما متوسط حجم العائلات فبلغ 3.16.
بلغ العمر الوسطي للسكان 37.5 عاماً. وكانت نسبة 29.2% من القاطنين تحت سن الثامنة عشر، وكانت نسبة 7.8% بين الثامنة عشر والرابعة والعشرين عاماً، ونسبة 23.2% كانت واقعةً في الفئة العمرية ما بين الخامسة والعشرين والرابعة والأربعين عاماً، ونسبة 23.3% كانت ما بين الخامسة والأربعين والرابعة والستين، ونسبة 16.5% كانت ضمن فئة الخامسة والستين عاماً فما فوق. يوجد لكل 100 أنثى 75.6 ذكر، ويوجد لكل 100 أنثى في الثامنة عشر من عمرها فما فوق 66.9 ذكر.
بلغ متوسط دخل الأسرة في البلدة 20,694 دولارًا، أما متوسط دخل العائلة فبلغ 25,938 دولارًا. وكان متوسط دخل الذكور 19,821 دولارًا مقابل 18,846 دولارًا للإناث. وسجل دخل الفرد الخاص بالبلدة 14,736 دولارًا. وكانت نسبة 26.1% من العائلات ونسبة 27.1% من السكان تحت خط الفقر، وكان من هؤلاء نسبة 31.5% تحت سن الثامنة عشر ونسبة 29.8% في الخامسة والستين من العمر وما فوق.

### تعداد عام 2010
بلغ عدد سكان روبر 611 نسمة بحسب تعداد عام 2010، وبلغ عدد الأسر 265 أسرة وعدد العائلات 140 عائلة مقيمة في البلدة. في حين سجلت الكثافة السكانية 275.2 نسمة لكل كيلومتر مربع (712.8/ميل2). وبلغ عدد الوحدات السكنية 318 وحدة بمتوسط كثافة قدره 143.2 لكل كيلومتر مربع (370.9/ميل2).
وتوزع التركيب العرقي للبلدة بنسبة 18.17% من البيض و78.56% من الأمريكيين الأفارقة و2.13% من الأعراق الأخرى و1.15% من عرقين مختلطين أو أكثر و2.95% من الهسبانيون أو اللاتينيون من أي عرق.
بلغ عدد الأسر 265 أسرة كانت نسبة 32.5% منها لديها أطفال تحت سن الثامنة عشر تعيش معهم، وبلغت نسبة الأزواج القاطنين مع بعضهم البعض 22.3% من أصل المجموع الكلي للأسر، ونسبة 27.2% من الأسر كان لديها معيلات من الإناث دون وجود شريك، بينما كانت نسبة 3.4% من الأسر لديها معيلون من الذكور دون وجود شريكة وكانت نسبة 47.2% من غير العائلات. تألفت نسبة 37.4% من أصل جميع الأسر من عدة أفراد يعيشون في نفس المنزل ونسبة 16.2% كانت تتألف من شخص يعيش بمفرده يبلغ من العمر 65 عاماً أو أكثر. وبلغ متوسط حجم الأسرة المعيشية 2.31، أما متوسط حجم العائلات فبلغ 3.16.
بلغ العمر الوسطي للسكان 40.1 عاماً. وكانت نسبة 25.2% من القاطنين تحت سن الثامنة عشر، وكانت نسبة 8.7% بين الثامنة عشر والرابعة والعشرين عاماً، ونسبة 20.9% كانت واقعةً في الفئة العمرية ما بين الخامسة والعشرين والرابعة والأربعين عاماً، ونسبة 28.5% كانت ما بين الخامسة والأربعين والرابعة والستين، ونسبة 16.7% كانت ضمن فئة الخامسة والستين عاماً فما فوق. وتوزع التركيب الجنسي للسكان بنسبة 46.2% ذكور و53.8% إناث.